# Coruja-das-tanimbar
A coruja-das-tanimbar (Tyto sororcula) é uma espécie de ave strigiformes da família Tytonidae.
É endémica da Indonésia.